# Норвезький технологічний інститут

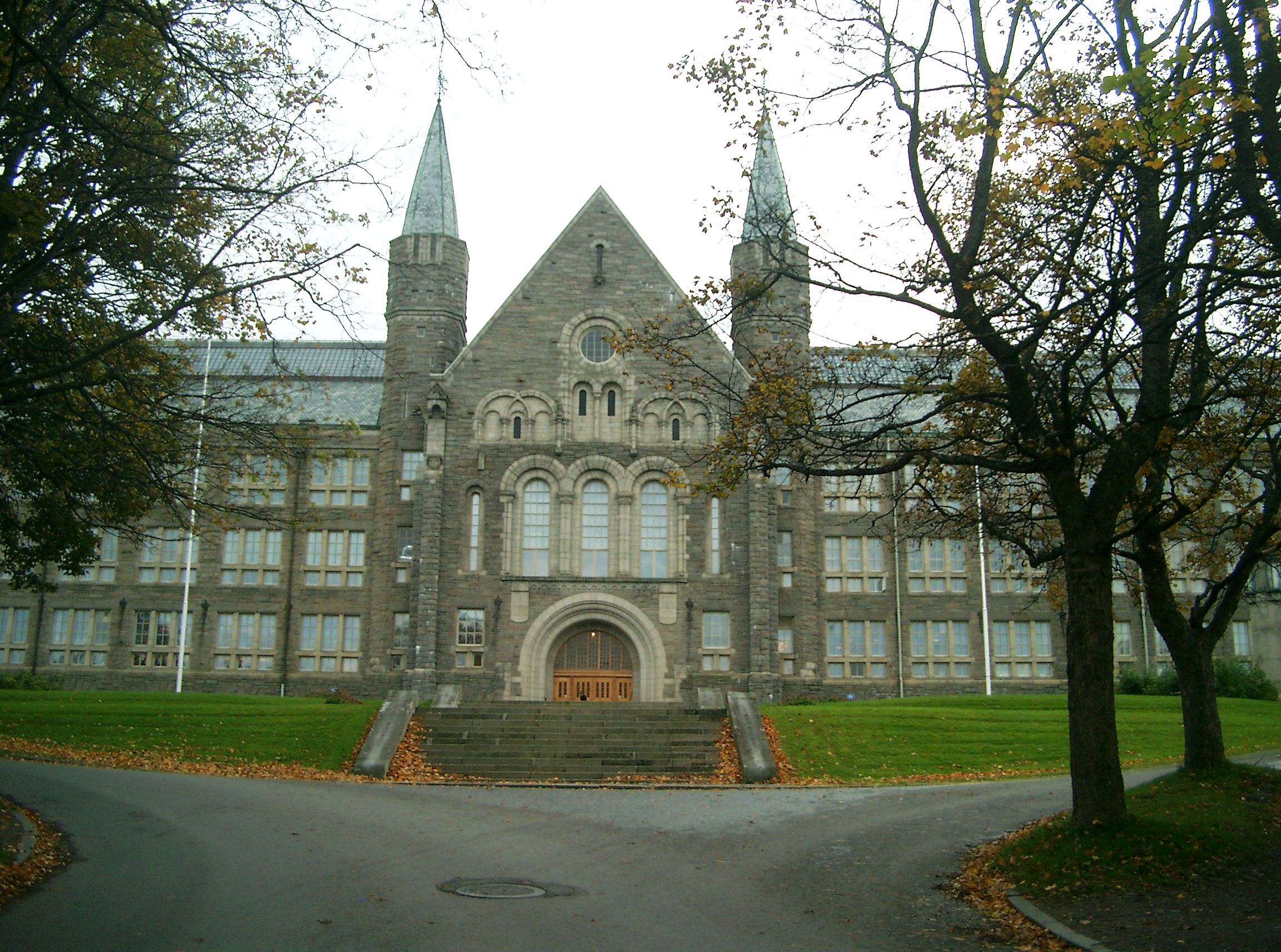
Головний корпус Норвезького технологічного інституту. Побудова з гранітних блоків.

Норвезький технологічний інститут, також відомий за норвезькою абревіатурою NTH (Norges tekniske høgskole) у минулому був науковим інститутом у Тронгеймі, Норвегія. Його засновано в 1910 та він проіснував 85 років як незалежний технічний університет, після чого його приєднали до Норвезького університету природничих і технічних наук (NTNU) як незалежний коледж. В 1996 NTH припинив існування як організаційна надструктура, коли університет було реструктуризовано та переіменовано. Попередні відділення інституту тепер є головними корпусами NTNU.